# Bordás csigarabló
A bordás csigarabló (Phosphuga atrata) a rovarok (Insecta) osztályának a bogarak (Coleoptera) rendjéhez, ezen belül a dögbogárfélék (Silphidae) családjához tartozó faj.

## Elterjedése
A bordás csigarabló palearktikus elterjedésű faj. Megtalálható Közép- és Észak-Európában, a Kaukázusban, valamint Ázsiában egészen Japánig. Északon a sarkkörön túl is előfordul.
Magyarországon főként a domb- és hegyvidékeken nagyon gyakori.

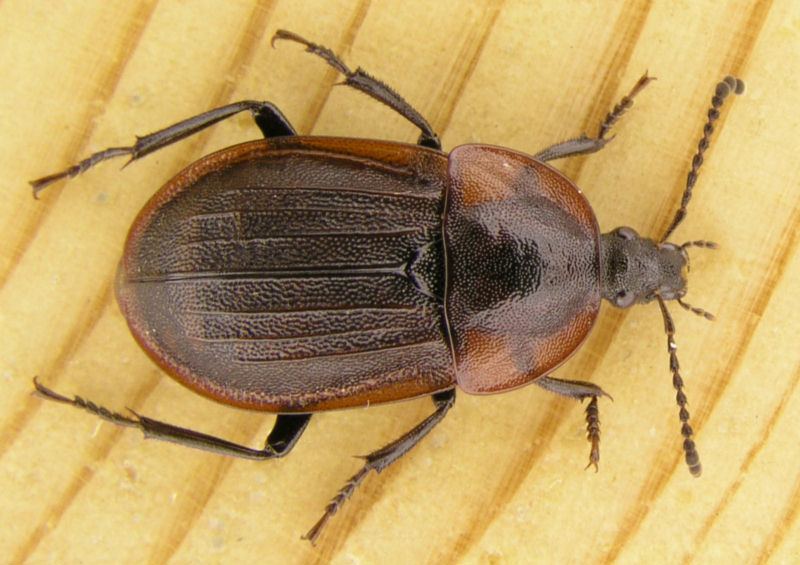
A fiatal, éretlen egyedek barnás árnyalatúak

## Megjelenése
A bordás csigarabló közepes méretű (10–16 mm) bogár. Teste fénylő fekete, fiatal példányoknál a szárnyfedők gyakran barnás árnyalatúak. Feje ormányszerűen megnyúlt, rágói szintén erősen előreállók. Az előtorának háta sűrűn pontozott, elülső szegélye peremszerűen felhajlik. A szárnyfedőkön erősen kiálló, teljesen lefutó bordák vannak.
A lárvák lapított hengeres alakúak.

## Életmódja
A bordás csigarabló főleg fás területek lakója. Fakéreg, moha alatt találhatjuk meg leggyakrabban. Télen és kora tavasszal fakéreg alatt az egyik leggyakoribb áttelelő bogár. Lárvájával együtt ragadozó életmódot folytat, főként csigákkal táplálkozik. Lapított teste lehetővé teszi számára a szűk helyekre való bejutást. Megnyúlt fején elöl elhelyezkedő rágóival sebzi meg áldozatait, emésztőnedvet fecskendez beléjük, majd az elfolyósodott belső szerveiket felszívogatja.
Gyűjtési adatai márciustól októberig vannak.

## Fordítás
- Ez a szócikk részben vagy egészben  a   Schwarzer Schneckenjäger című német Wikipédia-szócikk ezen változatának fordításán alapul.  Az eredeti cikk szerkesztőit annak laptörténete sorolja fel. Ez a jelzés csupán a megfogalmazás eredetét és a szerzői jogokat jelzi, nem szolgál a cikkben szereplő információk forrásmegjelöléseként.